# Capone (film, 2020)
Pour les articles homonymes, voir Capone.
Pour plus de détails, voir Fiche technique et Distribution.
Capone est un film américano-canadien réalisé par Josh Trank et sorti en 2020 en vidéo à la demande. Il s'agit d'un film biographique sur les dernières années d'Al Capone.

## Synopsis
À la fin des années 1930, Al Capone est libéré sous caution après huit ans de prison pour fraude fiscale. Atteint de neurosyphilis, le gangster, la quarantaine passée, est très mal en point, physiquement et mentalement. Hanté par son passé, il sombre en pleine démence,.

## Fiche technique
- Titre original et français : Capone
- Titre de travail : Fonzo
- Réalisation, scénario et montage : Josh Trank
- Musique : El-P
- Direction artistique : Jeremy Woolsey
- Décors : Stephen Altman
- Costumes : Amy Westcott
- Photographie : Peter Deming
- Producteurs : Russell Ackerman, Lawrence Bender, Aaron L. Gilbert et John Schoenfelder
- Producteurs délégués : Adhrucia Apana, Jason Cloth, Chris Conover, David Gendron, Ali Jazayeri et Ron McLeod
- Coproducteur : Tomas Deckaj
- Sociétés de production : Endeavor Content, Lawrence Bender Productions, Bron et Addictive Pictures
- Société de distribution : Redbox Entertainment / Vertical Entertainment (États-Unis), Metropolitan FilmExport (France)
- Budget : 20 600 000 $
- Pays de production :  États-Unis,  Canada
- Langue originale : anglais
- Format : couleur - 2.35:1
- Genre : Biopic, drame et film de gangsters
- Durée : 103 minutes
- Dates de sortie[3] :
  - États-Unis : 12 mai 2020 (en VOD)
  - France : 15 octobre 2020 (en DVD et Blu-ray [4])

## Distribution
- Tom Hardy (VF : Jérémie Covillault) : Al Capone
- Linda Cardellini (VF : Déborah Perret) : Mae Capone
- Matt Dillon (VF : Eric Herson-Macarel) :  Johnny
- Al Sapienza (VF : Serge Faliu) : Ralph Capone
- Kathrine Narducci (VF : Laura Zichy) : Rosie Capone
- Noel Fisher (VF : Thierry D'Armor) : Junior
- Gino Cafarelli (VF : Daniel Lafourcade) : Gino
- Mason Guccione : Tony
- Jack Lowden (VF : Damien Ferrette) : l'agent fédéral Crawford
- Kyle MacLachlan (VF : Bernard Lanneau) : docteur Karlock
- Wayne Péré (VF : Edgar Givry) : docteur Nordhoff
- Josh Trank : agent Harris
- Neal Brennan (VF : Yann Guillemot) : Harold Mattingly
- Edgar Arreola : Rodrigo
- Manuel Fajardo Jr. : Zambini
- Tilda Del Toro : Mona Lisa

## Production
En octobre 2016, Tom Hardy est annoncé dans le rôle d'Al Capone dans le film Capone, écrit et réalisé par Josh Trank. Le début du tournage est alors prévu pour l'été 2017, pour une sortie en 2018. Cependant, Tom Hardy est alors engagé sur le tournage de Venom. En mars 2018, l'acteur révèle néanmoins que Fonzo est son prochain projet. Tom Hardy avait déjà failli incarner le célèbre gangster dans un film titré Cicero que devait réaliser David Yates,.
En mars 2018, Linda Cardellini, Matt Dillon, Kyle MacLachlan, Kathrine Narducci, Jack Lowden, Noel Fisher et Tilda Del Toro rejoignent la distribution. Le tournage est alors annoncé pour le 2 avril 2018 et doit se dérouler à La Nouvelle-Orléans,,.
Le tournage a eu lieu à La Nouvelle-Orléans. Une première photographie du film, révélant le maquillage de Tom Hardy, est publiée sur Internet le 10 août 2018,.

## Sortie et accueil
En avril 2020, il est annoncé que le film ne sortira qu'en vidéo à la demande aux États-Unis en raison de la pandémie de COVID-19, distribué par Redbox Entertainment et Vertical Entertainment . Le réalisateur Josh Trank n'exclut pas une sortie en salles quelque temps plus tard .
Le film reçoit des critiques plutôt négatives dans la presse américaine. Sur l'agrégateur américain Rotten Tomatoes, il récolte 40% d'opinions favorables pour 139 critiques et une note moyenne de 4,8⁄10. Le consensus suivant résume les critiques compilées par le site : « Tom Hardy profite au maximum de son opportunité pour s'attaquer à un rôle difficile, mais Capone est construit trop au hasard pour soutenir sa fascinante performance ». Sur Metacritic, il obtient une note moyenne de 45⁄100 pour 37 critiques.